# Forsebia mendozina
Forsebia mendozina là một loài bướm đêm trong họ Erebidae.